# Schefflera urbaniana
Schefflera urbaniana är en araliaväxtart som först beskrevs av Élie Marchal och Ignatz Urban, och fick sitt nu gällande namn av David Gamman Frodin. Schefflera urbaniana ingår i släktet Schefflera och familjen araliaväxter. IUCN kategoriserar arten globalt som sårbar. Inga underarter finns listade.